# Velika Kosnica
Velika Kosnica je naseljeno mjesto u Republici Hrvatskoj u Zagrebačkoj županiji. Nalazi se u Turopolju, a administrativno je u sastavu grada Velike Gorice. Proteže se na površini od 2,13 km². Prema popisu stanovništva iz 2011. godine Velika Kosnica ima 770 stanovnika koji žive u 151 domaćinstvu. Gustoća naseljenosti iznosi 362 st./km².
U Velikoj Kosnici se nalazi ustanova "Dobri dom" - prenoćište za beskućnike.
Mjesni odbor Kosnica: http://www.mo-kosnica.hr/  Arhivirana inačica izvorne stranice od 14. studenoga 2010. (Wayback Machine)

## Stanovništvo
| broj stanovnika | 187   | 200   | 182   | 242   | 265   | 264   | 231   | 271   | 261   | 184   | 206   | 205   | 206   | 282   | 541   | 770   | 738   |
|                 | 1857. | 1869. | 1880. | 1890. | 1900. | 1910. | 1921. | 1931. | 1948. | 1953. | 1961. | 1971. | 1981. | 1991. | 2001. | 2011. | 2021. |